# 格傑什蒂鄉
46°20′N 27°58′E / 46.333°N 27.967°E
格傑什蒂鄉（羅馬尼亞語：Comuna Găgești, Vaslui），是羅馬尼亞的鄉份，位於該國東北部，由瓦斯盧伊縣負責管轄，面積65平方公里，海拔高度59米，2007年人口2,248，人口密度每平方公里35人。